# Dusona calceata
Dusona calceata là một loài tò vò trong họ Ichneumonidae.